# ایستگاه متروی دکتر شریعتی (تهران)
ایستگاه متروی دکتر شریعتی، یکی از ایستگاه‌های خط یک مترو تهران است. این ایستگاه در محدوده خیابان شریعتی، بالاتر از بلوار میرداماد واقع شده‌است.

## خطوط اتوبوسرانی
از خطوط اتوبوسرانی منتهی و عبوری از مجاور این ایستگاه خطوط ذیل می‌باشد:
- خط ۳۰۳ میدان قدس به پیچ شمیران در مسیر خیابان کوروش (شریعتی)، متروی قیطریه، پل صدر، خیابان کوروش (شریعتی)، پل سیدخندان، سهروردی، خیابان مطهری و ملک و خیابان کوروش (شریعتی) تا پیچ شمیران[۱]